# نيكولاي مارينوف
نيكولاي مارينوف هو لاعب كرة قدم بلغاري في مركز الوسط، ولد في 13 أغسطس 1986 في بلغاريا. لعب مع أكاداميك صوفيا واو في سي سليفن 2000 وبوتيف فراتسا ونادي بيروي ستارا زاغورا ونادي ديبورتيفو طليطلة.

## وصلات خارجية
- نيكولاي مارينوف على موقع قاعدة بيانات كرة القدم.إي يو (الإنجليزية)